# Susie Wolff
Susie Wolff (născută Stoddart; n. 6 decembrie 1982, Oban) este un pilot britanic de curse auto.

## Rezultate în curse

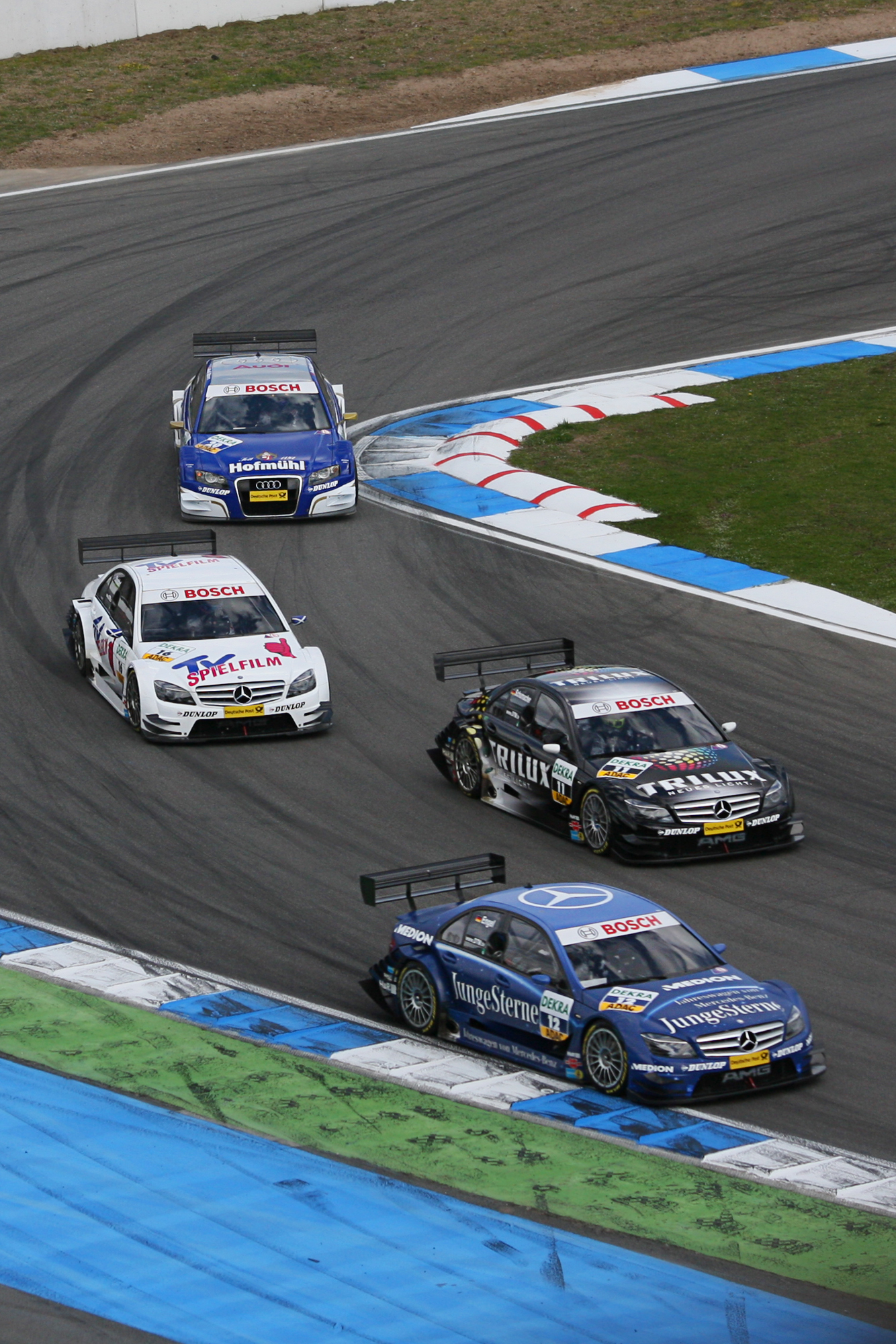
Wolff (alb) concurând cu Maro Engel, Ralf Schumacher și Katherine Legge la Hockenheim

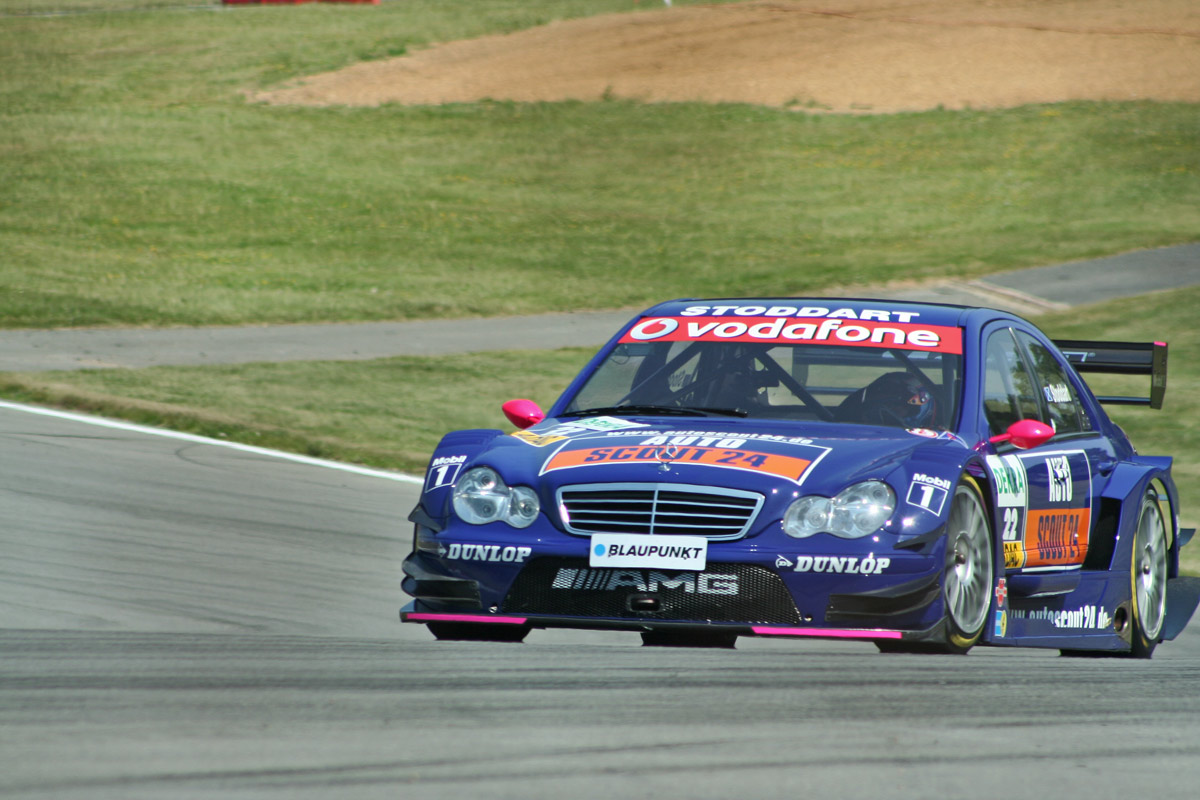
Wolff concurând pentru Mercedes-Benz (Mücke Motorsport) în 2006

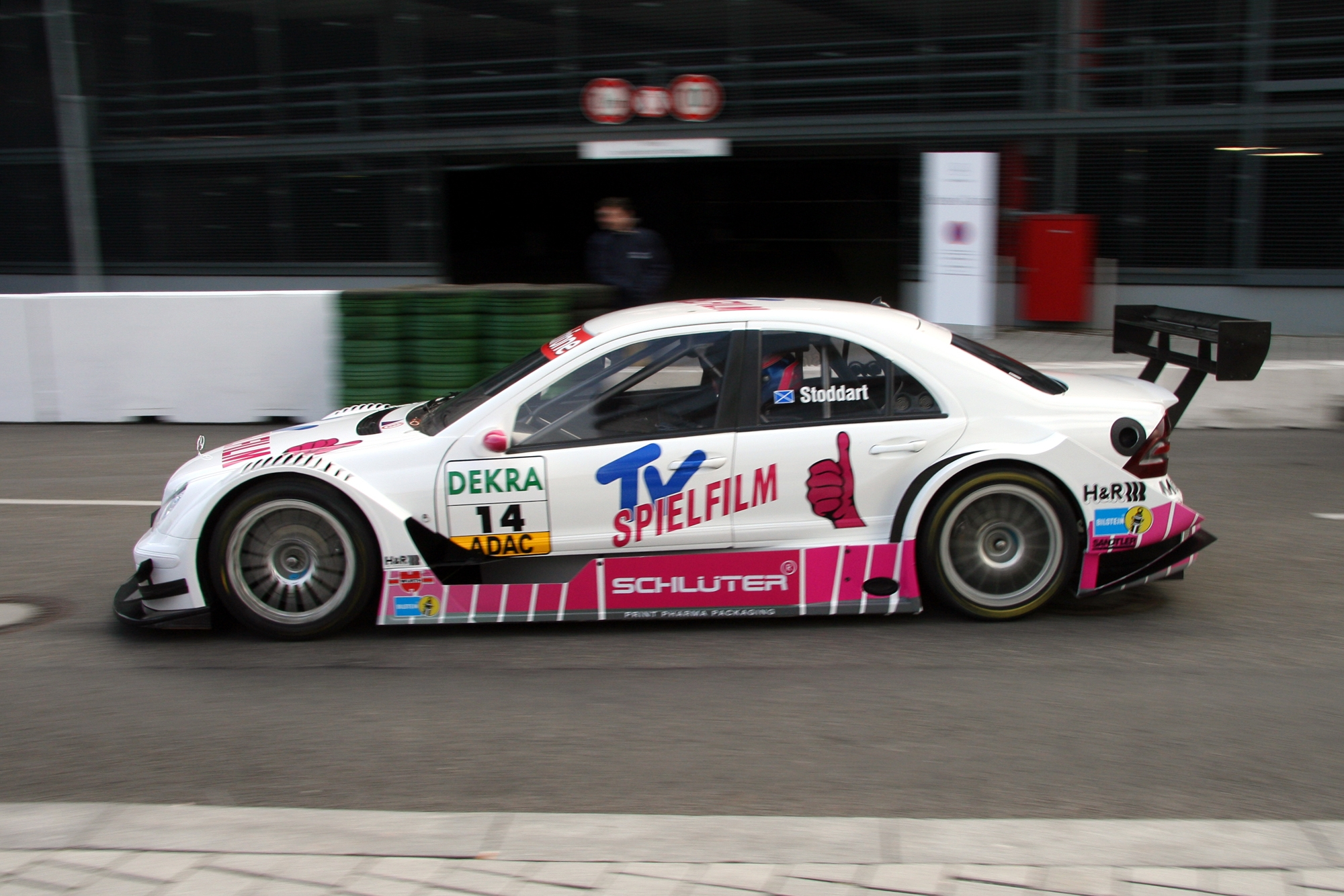
Wolff în 2007

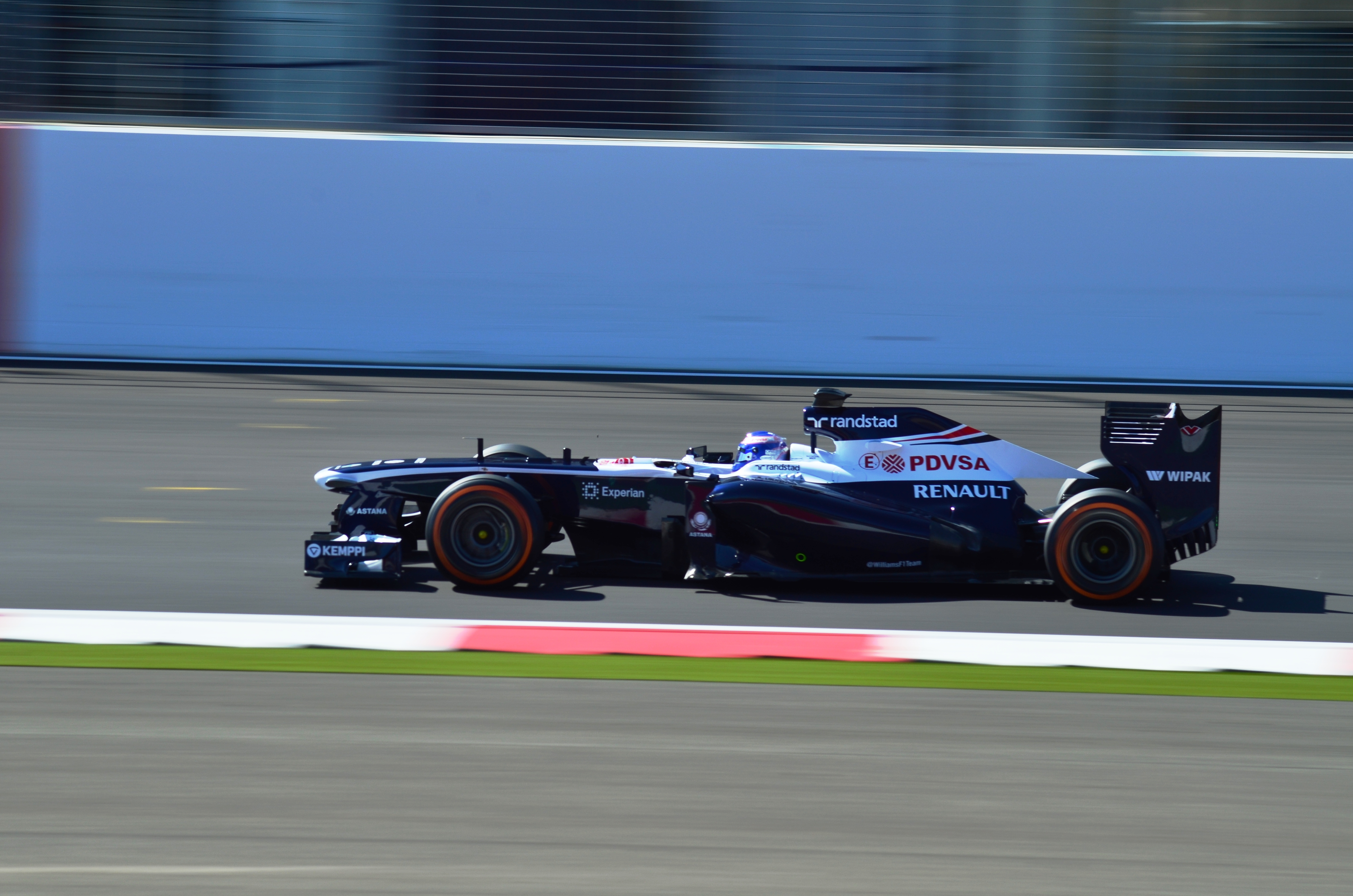
Wolff concurând pentru Williams Renault în 2013.

### Sumar carieră
| Sezon | Serie                        | Echipă                      | Curse          | Victorii       | Pole-uri       | F/Tururi       | Podiumuri      | Puncte         | Poziția        |
| ----- | ---------------------------- | --------------------------- | -------------- | -------------- | -------------- | -------------- | -------------- | -------------- | -------------- |
| 2002  | Formula Renault UK           | Team DFR                    | 11             | 0              | 0              | 0              | 0              | 45             | 18th           |
| 2003  | Formula Renault UK           | Motaworld Racing            | 17             | 0              | 0              | 0              | 1              | 215            | 9th            |
| 2004  | Formula Renault UK           | Comtec Racing with Duckhams | 20             | 0              | 0              | 0              | 3              | 284            | 5th            |
| 2005  | British Formula Three        | Alan Docking Racing         | 2              | 0              | 0              | 0              | 0              | 2              | 18             |
| 2006  | Deutsche Tourenwagen Masters | Mücke Motorsport            | 10             | 0              | 0              | 0              | 0              | 0              | 17             |
| 2007  | Deutsche Tourenwagen Masters | Mücke Motorsport            | 10             | 0              | 0              | 0              | 0              | 0              | 20             |
| 2008  | Deutsche Tourenwagen Masters | Persson Motorsport          | 11             | 0              | 0              | 0              | 0              | 0              | 18             |
| 2009  | Deutsche Tourenwagen Masters | Persson Motorsport          | 10             | 0              | 0              | 0              | 0              | 0              | 16th           |
| 2010  | Deutsche Tourenwagen Masters | Persson Motorsport          | 11             | 0              | 0              | 0              | 0              | 4              | 13th           |
| 2011  | Deutsche Tourenwagen Masters | Persson Motorsport          | 10             | 0              | 0              | 0              | 0              | 0              | NC             |
| 2012  | Formula 1                    | Williams F1 Team            | Pilot de teste | Pilot de teste | Pilot de teste | Pilot de teste | Pilot de teste | Pilot de teste | Pilot de teste |
| 2012  | Deutsche Tourenwagen Masters | Persson Motorsport          | 10             | 0              | 0              | 0              | 0              | 0              | NC             |
| 2013  | Formula 1                    | Williams F1 Team            | Pilot de teste | Pilot de teste | Pilot de teste | Pilot de teste | Pilot de teste | Pilot de teste | Pilot de teste |
| 2014  | Formula 1                    | Williams Martini Racing     | Pilot de teste | Pilot de teste | Pilot de teste | Pilot de teste | Pilot de teste | Pilot de teste | Pilot de teste |

### Rezultate în Deutsche Tourenwagen Masters
(Cursele cu aldin indică pole position-uri) (Cursele cu italic indică cel mai rapid tur)
| An   | Echipa             | Bolid                      | 1       | 2      | 3       | 4       | 5       | 6       | 7       | 8       | 9       | 10      | 11      | Poz  | Puncte |
| ---- | ------------------ | -------------------------- | ------- | ------ | ------- | ------- | ------- | ------- | ------- | ------- | ------- | ------- | ------- | ---- | ------ |
| 2006 | Mücke Motorsport   | AMG-Mercedes C-Klasse 2004 | HOC 10  | LAU 15 | OSC 15  | BRH 16  | NOR 14† | NÜR Ret | ZAN 12  | CAT 15  | BUG 13  | HOC 9   |         | 17   | 0      |
| 2007 | Mücke Motorsport   | AMG-Mercedes C-Klasse 2006 | HOC Ret | OSC 16 | LAU 12  | BRH 16  | NOR 16  | MUG 10  | ZAN 17  | NÜR 18  | CAT Ret | HOC 14  |         | 20   | 0      |
| 2008 | Persson Motorsport | AMG-Mercedes C-Klasse 2007 | HOC 16  | OSC 14 | MUG 15  | LAU 17† | NOR 10  | ZAN 15  | NÜR 12  | BRH 19  | CAT Ret | BUG 12  | HOC Ret | 18   | 0      |
| 2009 | Persson Motorsport | AMG-Mercedes C-Klasse 2008 | HOC Ret | LAU 11 | NOR 10  | ZAN 11  | OSC 10  | NÜR 11  | BRH 13  | CAT 15  | DIJ 14  | HOC 16† |         | 16   | 0      |
| 2010 | Persson Motorsport | AMG-Mercedes C-Klasse 2008 | HOC 11  | VAL 10 | LAU 7   | NOR 15  | NÜR Ret | ZAN 15  | BRH Ret | OSC 10  | HOC 7   | ADR 14  | SHA 11  | 13th | 4      |
| 2011 | Persson Motorsport | AMG-Mercedes C-Klasse 2008 | HOC 12  | ZAN 12 | SPL 13  | LAU DNS | NOR 13  | NÜR 14  | BRH 14  | OSC Ret | VAL 11  | HOC 15  |         | NC   | 0      |
| 2012 | Persson Motorsport | AMG Mercedes C-Coupé       | HOC 12  | LAU 21 | BRH 20† | SPL 14  | NOR Ret | NÜR 17  | ZAN 12  | OSC Ret | VAL 13  | HOC 13  |         | NC   | 0      |

- † — Retrasă, dar a fost clasată ca și cum ar fi finsat cursa întrucât a parcurs 90 din distanță.

### Participări în Formula 1
(Cursele cu aldin indică pole position-uri) (Cursele cu italic indică cel mai rapid tur)
| An   | Echipă                  | Șasiu         | Motor                           | 1   | 2   | 3   | 4   | 5   | 6   | 7   | 8   | 9      | 10     | 11  | 12  | 13  | 14  | 15  | 16  | 17  | 18  | 19  | WDC | Puncte |
| ---- | ----------------------- | ------------- | ------------------------------- | --- | --- | --- | --- | --- | --- | --- | --- | ------ | ------ | --- | --- | --- | --- | --- | --- | --- | --- | --- | --- | ------ |
| 2014 | Williams Martini Racing | Williams FW36 | Mercedes PU106A Hybrid 1.6 V6 t | AUS | MAL | BHR | CHN | ESP | MON | CAN | AUT | GBR TD | GER TD | HUN | BEL | ITA | SIN | JPN | RUS | USA | BRA | ABU | –*  | –*     |

* Sezon în desfășurare.